# Oberseitalm
Die Oberseitalm oder schlicht Oberseite, auch Außerberger Schremsn, ist eine Alm in der Fraktion Unterrotte der Gemeinde St. Jakob in Defereggen.
Die Oberseitalm liegt an den Südostabhängen des Weißen Beil hoch über den Ortschaften Trogach und Maik. Bis 1964 war die Oberseite ein bedeutendes Almwiesengebiet, auf dem während der Mahdzeit Dutzende Menschen bis zu sechs Wochen arbeiteten. Das Gebiet war dabei von March durchzogen, altes verfilztes Gras, das die Bergwiesen unter mehreren Bauern teilte. Die Bauern nutzten die Alm dazu, mageres Vieh aus Kärnten zu kaufen und auf den Almen aufzupäppeln.
An der Oberseite führt der Blumenweg vorbei, der ausgehend von Erlsbach zunächst zur Erlsbacher Alm und dann als Höhenweg weiter zur Seespitzhütte führt. Der Blumenweg Oberseite führt in der Folge weiter zur Reggnalm und zur Oberseitalm, von der der Weg wieder ins Trojer Almtal hinabsteigt. Der schnellste Weg auf die Oberseite führt vom Dorf St. Jakob über das Trojer Almtal oder von Ranach direkt zur Reggnalm und danach ostwärts zur Oberseite.